# Échelle inconnue
 (septembre 2018).
Si vous disposez d'ouvrages ou d'articles de référence ou si vous connaissez des sites web de qualité traitant du thème abordé ici, merci de compléter l'article en donnant les références utiles à sa vérifiabilité et en les liant à la section « Notes et références ».
Échelle inconnue est un groupe d'artistes, d'architectes et une structure de production des projets de l'artiste Stany Cambot, créé à Rouen (France) en 1998.

## Démarche
Échelle Inconnue se définit comme un « groupe indiscipliné de recherche et création », qui s’attache à porter une attention aux « zones » et aux « exclus du plan », sans-abris, Tsiganes, immigrés.
Échelle Inconnue croise et mélange art/architecture/urba/multimédia : quatre sources de réflexion, quatre techniques, quatre champs d’action dont l’ensemble forme « un désordre culturel », formule extraite de l’encadré qui résume l’identité du groupe. Cet insert visible autant que lisible figure à la première page des journaux où le groupe consigne ses expériences pour les partager avec le public. « Désordre culturel », « Échelle Inconnue » – ces expressions invitent à un déplacement mental, au franchissement des séparations et à l’affranchissement des repères. Et l’un des terrains, pratique et théorique, où les verrous doivent sauter, c’est celui de la représentation et des usages de l’espace. Échelle renvoie autant à la mesure de l’espace, à la cartographie, à la hiérarchie sociale qu’à la symbolique culturelle. Biffer les échelles ou les ignorer, c’est se situer en dehors des règles de production de l’urbanisme moderne, autant que de la logique des analogies entre cartographie et géographie.
Leur travail de cartographe est en lui-même une mise en relation de plans. Activisme, projets architecturaux, critique politique et sociale, art contextuel, coproduction avec des passants considérables – cette énumération n’est pas une hésitation, mais une interrogation, au-delà des divisions disciplinaires, de la ville impensée par les planificateurs ou le marché immobilier. Échelle Inconnue est un cabinet d’arpenteurs des interstices et des mémoires, dont la démarche est elle-même un nouveau diagramme, à chaque fois. 3Le groupe produit des cartes qui donnent plus d’importance à la légende qu’à l’échelle. Ces cartes ne sont pas seulement des descriptifs d’itinéraire, comme celles du Moyen Âge, mais des récits, des modes d’emploi ; les icônes jouent le rôle de liens hypertextes. Le graphisme utilise la superposition, l’auto-graffitage, la rature. De façon très cohérente, Échelle inconnue vient de la poésie des typographies foisonnantes et a participé à la lutte pour imposer un QR code libre en France.
Cette structure développe parallèlement un travail de recherche, de théorisation de son activité et l’organisation de productions artistique sur le mode d’ateliers participatifs. Ces deux activités sont menées de front, notamment, par une réflexion sur l’introduction de l’idée d’utopie au travers une série de questionnement : « le territoire existe-t-il ? », 1998-2000 ; « Quand la ville était maison », 1999.
En 2019, le groupe travaille sur l'incendie de l'usine Lubrizol à Rouen, et notamment sur la non-évacuation de l'aide d'accueil pour populations voyageuses. En 2020 est produit le film Blouma, dont le vendeur de roses rouennais Michel ou Cacahuète est le héros. Ce travail de production cinématographique trouve son prolongement depuis 2021 dans la société de production Les Films Déplanifiés fondée par ses membres.[réf. nécessaire]

## Quelques expositions
- 2007 : URBANACCION, exposition collective COAM Madrid
- 2003 : « Black block, quel ; est votre ennemi ? », intervention urbaine, Annemasse.
- 2000 : exposition Mutations CAPC/Arc en rêve, Bordeaux, organisé par Jean Nouvel, Rem Koolhaas et Stefano Boeri.